# Джанг Джун
Джанг Джун — південнокорейський тхеквондист, бронзовий призер Олімпійських ігор 2020 року, чемпіон світу та Азії.

## Виступи на Олімпіадах
| Олімпіада  | Дисципліна | Місце |
| ---------- | ---------- | ----- |
| Токіо 2020 | до 58 кг   | 3     |

## Зовнішні посилання
- Джанг Джун [Архівовано 2 січня 2022 у Wayback Machine.] на сайті taekwondodata.com.